# Basiliso Romo Anguiano
Basiliso Romo Anguiano (Lagos de Moreno, 1867-Ciudad de México, 1942)  fue un ingeniero agrónomo, físico, matemático, astrónomo y filósofo mexicano. Participante de la generación de los científicos y contemporáneo de Roberto Gayol y Sotero Prieto.Ocupó cargos directivos en instituciones educativas mexicanas durante la revolución mexicana.Fue director del Observatorio astronómico nacional. Falleció en la Ciudad de México, en la colonia Santa María la Ribera en 1942.                    

## Datos biográficos
Nació en la ciudad de Lagos de Moreno, Jalisco en 1867 y viajó a la Ciudad de México para estudiar la carrera de ingeniero agrónomo la Escuela Nacional de Agricultura (ENA) egresando en 1888 y posteriormente asistió a la Escuela Nacional de Ingenieros (Colegio de Minería)  para continuar sus estudios en geodesia y astronomía que terminó en 1892.
Como estudiante se distinguió en la rama de las matemáticas y se interesó por la física, la química y más tarde por la filosofía.  
Viajó a Estados Unidos, Canadá y Europa para conocer los planteles de enseñanza agrícola superior. Destacó por la diversidad de cursos que impartió, como complementos de matemáticas y astronomía práctica, física teórica y experimental, meteorología y climatología, irrigación, topografía, manejo de sistemas de riego y presas, entre otros.  
Hacia principios del siglo XX ocupó cargos varios en las instituciones educativas de la época. Llegó a ser jefe director de la Comisión Geodésica, jefe de la división de Agronomía de la estación Agrícola Central, director de la ENA, jefe de geodesia del Observatorio Meteorológico Central.  
En 1916, el ingeniero Basiliso Romo se incorpora a este selecto grupo en sustitución del ingeniero Juan Mateos, impartiendo también la asignatura de Matemáticas en la ENI, con un nombramiento interino que se extiende hasta 1918.
Fue profesor de ciencias en la ENP, en la escuela de ingenieros del Colegio Militar, en la ENA, en la ENAE y en la FFyL (en las épocas cuando era la Escuela Nacional de Altos Estudios y aún no se dividían las ciencias exactas de la filosofía). También se desempeñó como jefe del departamento de Ciencias físicas y matemáticas en las mismas escuelas.      

## Breve cronología de cargos
- En 1902 Fue ingeniero adjunto de geodesia del Observatorio Nacional de Astronomía de Tacubaya.[3]
- En 1916 Fue director del Observatorio Nacional de Astronomía.[4]
- En 1934 ocupó el cargo de jefe de grupo de Ciencias Físicas de la FFyL.[5]
- En 1937 fue nombrado maestro vitalicio por las sociedades Agronómica Mexicana y de Alumnos de la Escuela Nacional de Agricultura.

## Últimos días y legado.
Falleció en la Ciudad de México, en la colonia Santa María la Ribera en 1942. 
Gracias a sus contribuciones docentes e investigaciones durante la revolución mexicana una avenida de la colonia Industrial y colonia Guadalupe insurgentes lleva su nombre.  
Muy cercano a calles con nombres de los ingenieros y profesores con los que compartió época. (Roberto Gayol, Braulio Martinez, Sotero Prieto, Claudio Castro, Antonio Narro Acuña, Carlos Daza, Alfredo Robles Domínguez,Aurelio Leyva, Bartolo Vergara, Manuel Marroquín y Rivera) que conforman la colonia Guadalupe Insurgentes.